# Ajuntament de Sant Joan Despí
L'Ajuntament de Sant Joan Despí és una casa consistorial noucentista de Sant Joan Despí (Baix Llobregat) inclosa a l'Inventari del Patrimoni Arquitectònic de Catalunya.

## Descripció
Edifici de planta baixa i dos pisos, de planta rectangular. Si bé ha sofert reformes interiors, es conserva íntegrament la façana i l'escala interior que, a l'altura del primer pis i fins al segon, simula una escala de cargol. Influències islàmiques en finestres i en l'ús del maó. Teulada a quatre vessants, obrint-se a la part principal formant un triangle sota el qual s'allotja l'escut municipal.

## Història
L'any 1918 es formà un Patronat per construir la nova casa consistorial, que fins llavors s'havia ubicat a la Plaça de la constitució. Frederic Casas cedí els terrenys de la seva propietat per tal finalitat. Ampliació de l'ala esquerra al 1970-1972. Ampliació de l'ala dreta al 1976-1977.